# Kelly Hu
Kelly Hu (Honolulu, Hawaii, 1968. február 13. –) amerikai színésznő, modell.

## Fiatalkora
Kelly Hu Herbert Hu és Juanita Perez második gyermeke. Apja bolti eladó volt, aki szabadidejében egzotikus madarakat tenyésztett. Anyja műszaki rajzoló. Szülei korán elváltak. Angol, hawaii és kínai felmenőkkel rendelkezik.
Gyermekkorában édesanyja balettra járatta, de Kelly inkább bátyja, Glenn karatetudását igyekezett elsajátítani. A Ma'ema'e Elementary Schoolba és a Kamehameha School-ba járt Honolulun, majd a kaliforniai Pepperdine University-n diplomázott.
Tizenöt éves korában elindult egy tinédzserek számára rendezett szépségversenyen, amit meg is nyert, ő lett Hawaii szépe a korosztályában. Két évvel később a Miss Teen USA címet is elnyerte. Japánban és Olaszországban is modellkedett, majd hazatérve Los Angelesbe költözött. Folytatta a modellkedést, különböző reklámfilmekben szerepelt és folytatta a karate-edzéseket is.

## Pályafutása
Kelly 1987-ben tűnt fel először a filmvásznon, a Growing pains című vígjáték-sorozatban. A Péntek 13. nyolcadik részében és a The Doors-ban is kapott egy-egy kisebb szerepet. A Harley Davidson és Marlboro Man című filmben is láthattuk, majd az 1995-ös A halál napja című filmben olyanokkal dolgozhatott együtt, mint  Ralph Fiennes, Angela Bassett vagy Vincent D’Onofrio. Ezt követően több sorozatban is feltűnt egy-egy epizód erejéig, majd 1997-ben rá osztották Rae Chang szerepét a Sunset Beach című televíziós sorozatban. 65 részben játszott.
1997 és 2000 között két sorozat készítésében is aktívan részt vett: a Nash Bridges - Trükkös hekus és A harc törvénye című bűnügyi sorozatokban. 2002-ben A Skorpiókirály című filmben megkapta Memnon (Steven Brand) varázslónőjének szerepét Dwayne Johnson mellett. Az X-Men 2. című filmben Lady Deathstrike alakját formálta meg, majd 2004-ben jött a Titkok könyvtára – A Szent Lándzsa küldetés. Láthattuk még a CSI: New York-i helyszínelőkben, a Las Vegasban, a Katonafeleségekben, vagy az NCIS: Los Angelesben is. 2012 és 2019 között A zöld íjász 12 epizódjában találkozhattunk vele China White szerepében. Előszeretettel kölcsönzi hangját különböző figuráknak rajzfilmekben és videójátékokban.

## Filmográfia
| Év        | Cím                                                                                           | Szerep                               | Magyar hang                         |
| --------- | --------------------------------------------------------------------------------------------- | ------------------------------------ | ----------------------------------- |
| 1987-1988 | - Growing pains                                                                               | Melia                                | -                                   |
| 1988      | - Night court                                                                                 | Kista                                | -                                   |
| 1989      | Péntek 13. - VIII. rész: Jason Manhattan-ben Friday the 13th part VIII: Jason takes Manhattan | Eva Watanabe                         | Vadász Bea                          |
| 1989      | - 21 Jump Street                                                                              | Kim Van Luy                          | -                                   |
| 1989      | - Tour of duty                                                                                | vietnámi DJ                          | -                                   |
| 1990      | - CBS schoolbreak special                                                                     | Emily                                | -                                   |
| 1991      | Harley Davidson és a Marlboro Man Harley Davidson and the Marlboro man                        | Suzie                                | Tallós Rita / Solecki Janka         |
| 1991      | The Doors                                                                                     | Dorothy                              |                                     |
| 1992      | Gazdagok és szépek The bold and the beautiful                                                 | Trish                                |                                     |
| 1993      | A sárkány törvénye Raven                                                                      | Pele                                 |                                     |
| 1993      | Szörfös nindzsák Surf ninjas                                                                  | Ro-May                               | Madarász Éva                        |
| 1994      | A fejvadász Renegade                                                                          | Kathy Maruyama                       |                                     |
| 1994      | Melrose Place                                                                                 | Kathy Maruyama                       |                                     |
| 1994      | - Burke's law                                                                                 | Dawn                                 | -                                   |
| 1994      | - L.A.X. 2194                                                                                 | -                                    | -                                   |
| 1995      | A halál napja Strange days                                                                    | nő                                   |                                     |
| 1995      | Keleti harc No way back                                                                       | Seiko Kobayashi                      | Madarász Éva                        |
| 1995      | - Maybe this time                                                                             | Jennifer                             | -                                   |
| 1996      | Sentinel – Az őrszem The sentinel                                                             | Christine Hong                       |                                     |
| 1996      | Waikiki páros One west Waikiki                                                                | Dr. Midori                           |                                     |
| 1996      | - Mr. & Mrs. Smith                                                                            | Ms. Jones                            | -                                   |
| 1996      | - Murder one                                                                                  | Natalie Cheng                        | -                                   |
| 1996      | - Pacific blue                                                                                | Wendy Trang                          | -                                   |
| 1996      | Űrkadétok Star command                                                                        | Yukiko Fujisaki                      |                                     |
| 1997      | - Fakin' da funk                                                                              | Kwee-Me                              | -                                   |
| 1997      | Sunset Beach Sunset beach                                                                     | Rae Chang                            | Timkó Eszter                        |
| 1997-1998 | Nash Bridges - Trükkös hekus Nash Bridges                                                     | Michelle Chan                        | Törtei Tünde / Mezei Kitty          |
| 1998      | - Malcolm & Eddie                                                                             | Wendy                                | -                                   |
| 1998-2000 | A harc törvénye Martial law                                                                   | Chen Pei Pei                         | Román Judit                         |
| 2002      | A Skorpiókirály The Scorpion king                                                             | varázslónő                           | Pikali Gerda                        |
| 2003      | Bölcsőd lesz a koporsód Cradle 2 the grave                                                    | Sona                                 | Haumann Petra                       |
| 2003      | X-Men 2. X2                                                                                   | Yuriko Oyama / Lady Deathstrike      |                                     |
| 2003      | - Boomtown                                                                                    | Rachel Durrel                        | -                                   |
| 2004      | Titkok könyvtára – A Szent Lándzsa küldetés The librarian: Quest for the spear                | Lana                                 | Törtei Tünde / Ősi Ildikó           |
| 2004      | Végveszélyben Threat matrix                                                                   | Mia Chen                             |                                     |
| 2005      | Osztályalsó Underclassman                                                                     | Lisa Brooks                          | Ruttkay Laura                       |
| 2005      | Pánik a fedélzeten Mayday                                                                     | Sharon Crandall                      |                                     |
| 2005      | - Dark shadows                                                                                | Dr. Julia Hoffman                    | -                                   |
| 2005-2006 | CSI: New York-i helyszínelők CSI: NY                                                          | Kaile Maka                           |                                     |
| 2005-2008 | - Robot chicken                                                                               | Olive Oyl / Lawyer                   | -                                   |
| 2006      | - Americanese                                                                                 | Brenda Nishitani                     |                                     |
| 2006      | Las Vegas                                                                                     | Natalie Ko                           |                                     |
| 2006      | Nem szentírás The book of Daniel                                                              | Kristine Ho                          |                                     |
| 2006      | - Devil's den                                                                                 | Caitlin                              | -                                   |
| 2006      | - Undoing                                                                                     | Vera                                 | -                                   |
| 2007      | Afro szamuráj Afro samurai                                                                    | Okiku                                |                                     |
| 2007      | Lélegzet The air I breathe                                                                    | Jiyoung                              | Szitás Barbara                      |
| 2007      | - Area 57                                                                                     | Dr. Annabelle Fermi                  | -                                   |
| 2007      | - In case of emergency                                                                        | Kelly Lee                            | -                                   |
| 2007      | - Shanghai kiss                                                                               | Micki Yang                           | -                                   |
| 2007      | - Succubus: Hell-Bent                                                                         | Pei                                  | -                                   |
| 2007-2014 | Phineas és Ferb Phineas and Ferb                                                              | Stacy Hirano / Stacy / Owl           |                                     |
| 2008      | Dead space: Holt tér Dead space: Downfall                                                     | Shen                                 |                                     |
| 2008      | Különleges ügyosztály Law & order: Special victims unit                                       | Kelly Sun                            |                                     |
| 2008      | Stiletto                                                                                      | Hanover                              | Törtei Tünde                        |
| 2008      | - Dim sum funeral                                                                             | Cindy                                | -                                   |
| 2008      | - Farm house                                                                                  | Lilith                               | -                                   |
| 2008-2009 | Katonafeleségek Army wives                                                                    | Jordana Davis                        |                                     |
| 2009      | A Pókember legújabb kalandjai The spectacular Spider-man                                      | Sha Shan Nguyen / Titania            |                                     |
| 2009      | Bérgyilkosok viadala The tournament                                                           | Lai Lai Zhen                         | Pikali Gerda                        |
| 2009      | Célkeresztben In plain sight                                                                  | Jane Kwan / Ahn Li                   |                                     |
| 2009      | Gyilkos számok Numb3rs                                                                        | Alice Chen                           |                                     |
| 2009      | NCIS - Tengerészeti helyszínelők NCIS                                                         | Lee Wuan Kai                         |                                     |
| 2009      | NCIS: Los Angeles                                                                             | Lee Wuan Kai                         |                                     |
| 2009      | Scooby-Doo és a szamuráj kardja Scooby-Doo and the samurai sword                              | Miyumi / Miss Mirimoto               | Németh Borbála / Menszátor Magdolna |
| 2010      | Batman a Piros Sisak ellen Batman: Under the Red Hood                                         | Ms. Li                               | Ősi Ildikó                          |
| 2010-2011 | Hawaii Five-0                                                                                 | Laura Hills                          | Orosz Anna                          |
| 2010-2011 | Vámpírnaplók The vampire diaries                                                              | Pearl Zhu                            | Kiss Eszter                         |
| 2011      | CSI: A helyszínelők CSI: Crime Scene Investigation                                            | Angie Salinger                       |                                     |
| 2011      | Phineas és Ferb a 2. dimenzióban Phineas and Ferb the movie: Across the 2nd dimension         | Stacy Hirano                         | Dögei Éva                           |
| 2011      | Zöld Lámpás: Smaragd lovagok Green lantern: Emerald Knights                                   | Laira                                | Bánfalvi Eszter                     |
| 2011      | - A mann's world                                                                              | Lei                                  | -                                   |
| 2011      | - Almost perfect                                                                              | Vanessa Lee                          | -                                   |
| 2011      | - Wo zhi nv ren xin                                                                           | lány                                 | -                                   |
| 2011-2019 | Az igazság ifjú ligája Young justice                                                          | Jade Nguyen / Cheshire / Paula Crock |                                     |
| 2012      | A bátyám árnyékában White frog                                                                | May néni                             | Sipos Eszter Anna                   |
| 2012      | Békét, bíró! Fairly legal                                                                     | Lydia                                |                                     |
| 2012      | Piszkos csapat Breakout kings                                                                 | Kendra Park                          |                                     |
| 2012-2019 | A zöld íjász Arrow                                                                            | China White                          |                                     |
| 2013      | Castle                                                                                        | Scarlet Jones                        |                                     |
| 2013      | - The Haumana                                                                                 | Linda                                |                                     |
| 2013      | - They die by dawn                                                                            | Polly Bemis                          |                                     |
| 2013-2014 | 13-as raktár Warehouse 13                                                                     | Abigail Chow                         |                                     |
| 2013-2017 | Tini nindzsa teknőcök Teenage mutant ninja turtles                                            | Karai                                |                                     |
| 2014      | A holnap kezdete Age of tomorrow                                                              | Dr. Gordon                           |                                     |
| 2014      | A visszatérők The 100                                                                         | Callie Cartwig                       |                                     |
| 2014      | - High school possession                                                                      | Denise Brady                         | -                                   |
| 2015      | - Being Mary Jane                                                                             | Alana                                | -                                   |
| 2015      | - Death Valley                                                                                | Greenstreet                          | -                                   |
| 2016      | - Beyond the game                                                                             | -                                    | -                                   |
| 2017      | NCIS: New Orleans                                                                             | Doctor Anna Yoon                     |                                     |
| 2017      | - Gap year                                                                                    | Vanessa                              | -                                   |
| 2017      | - Kepler's dream                                                                              | Irene                                | -                                   |
| 2017      | - Maximum impact                                                                              | Katie Desmond                        | -                                   |
| 2017-2018 | - Stretch Armstrong & the Flex Fighters                                                       | Miya Kimanyan / Mrs. Park            | -                                   |
| 2017-2019 | Orville                                                                                       | Admiral Ozawa                        |                                     |
| 2018      | - Archer                                                                                      | királynő                             | -                                   |
| 2018      | - Christmas wonderland                                                                        | Julia                                | -                                   |
| 2018      | - Dietland                                                                                    | Abra Austen                          | -                                   |
| 2018      | - F.R.E.D.I.                                                                                  | Dr. Andi Palmer                      | -                                   |
| 2018-2019 | - Tangled: The series                                                                         | Adira                                | -                                   |
| 2019      | - Go back to China                                                                            | May Li                               | -                                   |

## Érdekességek
- Fekete öves karatemester.
- 2006-ban lefutotta a Honolulu Maratont.